# Caamembeca grandifolia
Caamembeca grandifolia är en jungfrulinsväxtart som först beskrevs av Augustin François César Prouvençal de Saint-Hilaire och Alfred Moquin-Tandon och som fick sitt nu gällande namn av José Floriano Barêa Pastore.
Caamembeca grandifolia ingår i släktet Caamembeca och familjen jungfrulinsväxter. Inga underarter finns listade i Catalogue of Life.